# Cement City
Cement City é uma vila localizada no estado americano de Michigan, no Condado de Jackson e Condado de Lenawee.

## Demografia
Segundo o censo americano de 2000, a sua população era de 452 habitantes.
Em 2006, foi estimada uma população de 434, um decréscimo de 18 (-4.0%).

## Geografia
De acordo com o United States Census Bureau tem uma área de
2,4 km², dos quais 2,3 km² cobertos por terra e 0,1 km² cobertos por água. Cement City localiza-se a aproximadamente 303 m acima do nível do mar.

## Localidades na vizinhança
O diagrama seguinte representa as localidades num raio de 16 km ao redor de Cement City.